# Claire Trevor
Claire Trevor, geboren Claire Wemlinger (New York, 8 maart 1910 – Newport Beach, 8 april 2000) was een Amerikaanse actrice. In haar lange carrière was ze actief in het theater, in Hollywood (waar ze in een zeventigtal films speelde) en in televisieseries. Ze kreeg de bijnaam Queen of film noir omwille van haar vele rollen als de "bad girl".

## Leven en werk
Trevor werd geboren in Brooklyn, New York. In haar carrière miste ze, naast de vele hoofd- en bijrollen die ze mocht vertolken, ook enkele rollen. In 1937 was ze in de running voor de rol van Scarlett O'Hara in Gone with the Wind. In 1942 miste ze ook de hoofdrol van Nora Shelley in The Talk of the Town van George Stevens net zoals een hoofdrol in Johnny Guitar in 1954.
Ze werd in 1949 op de 21ste Oscaruitreiking de laureate van de Academy Award voor Beste Vrouwelijke Bijrol 1948 voor haar rol als Gaye Dawn in de film Key Largo van John Huston. Ze had daarnaast twee andere nominaties voor deze Oscar, voordien in 1938 voor haar rol als Francie in Dead End van William Wyler en nadien in 1955 voor haar rol als May Holst in The High and the Mighty van William A. Wellman.
Haar ster is opgenomen in de Hollywood Walk of Fame.
Trevor was drie keer getrouwd. Met haar tweede man had ze een zoon, Charles, die vroegtijdig omkwam in 1978 bij het ongeluk met Pacific Southwest Airlines-vlucht 182.
Trevor overleed in 2000 op 90-jarige leeftijd als gevolg van een respiratoire insufficiëntie.

## Filmrollen (selectie)
- 1933: Life in the Raw van Louis King, als Judy Halloway
- 1933: The Mad Game van Irving Cummings, als Jane Lee
- 1935: Navy Wife van Allan Dwan, als Vicky Blake
- 1936: Human Cargo van Allan Dwan, als Bonnie Brewster
- 1936: Song and Dance Man van Allan Dwan, als Julia Carroll
- 1936: 15 Maiden Lane van Allan Dwan, als Jane Martin
- 1936: To Mary - with Love van John Cromwell, als Kitty Brant
- 1937: Big Town Girl van Alfred L. Werker, als Fay Loring
- 1937: One Mile from Heaven van Allan Dwan, als Lucy 'Tex' Warren
- 1937: Dead End van William Wyler, als Francie
- 1938: The Amazing Dr. Clitterhouse van Anatole Litvak, als Jo Keller
- 1939: Stagecoach van John Ford, als Dallas
- 1939: Allegheny Uprising van William A. Seiter, als Janie MacDougall
- 1940: Dark Command van Raoul Walsh, als Mary McCloud
- 1941: Honky Tonk van Jack Conway, als "Gold Dust" Nelson
- 1942: Crossroads van Jack Conway, als Michelle Allaine
- 1943: The Desperadoes van Charles Vidor, als Gravin
- 1944: Murder, My Sweet van Edward Dmytryk, als Helen Grayle/Velma Valento
- 1947: Key Largo van John Huston, als Gaye Dawn
- 1947: Born to Kill van Robert Wise, als Helen
- 1948: Raw Deal van Anthony Mann, als Pat
- 1948: The Babe Ruth Story van Roy Del Ruth, als Claire Hogsdon Ruth
- 1952: My Man and I van William A. Wellman, als mevrouw Ames
- 1954: The High and the Mighty van William A. Wellman, als May Holst
- 1955: Man Without a Star van King Vidor, als Idonee
- 1956: The Mountain van Edward Dmytryk, als Marie
- 1962: Two Weeks in Another Town van Vincente Minnelli, als Carla Kruger
- 1963: The Stripper van Franklin J. Schaffner, als Helen Baird
- 1965: How to Murder Your Wife van Richard Quine, als Edna Lampson
- 1967: The Cape Town Affair van Robert D. Webb, als Sam Williams
- 1982: Kiss Me Goodbye van Robert Mulligan, als Charlotte Banning

- Bibsys: 99068751
- Biblioteca Nacional de España: XX1060745
- Bibliothèque nationale de France: cb140306182 (data)
- Catàleg d'autoritats de noms i títols de Catalunya: 981058614632006706
- CiNii: DA19718819
- Gemeinsame Normdatei: 137301596
- International Standard Name Identifier: 0000 0000 5924 0982
- Library of Congress Control Number: n86075579
- Nationale Bibliotheek van Letland: 000302752
- Nationale Bibliotheek van Tsjechië: xx0181013
- Nationale bibliotheek van Australië: 52750899
- Nationale Bibliotheek van Israël: 987007427768405171
- Nationale Bibliotheek van Polen: a0000003701826
- Nederlandse Thesaurus van Auteursnamen: 312811187
- SNAC: w6fr0vs3
- Système universitaire de documentation: 119958848
- Trove: 1528913
- Virtual International Authority File: 32197544
- WorldCat: E39PBJvxrTH9HFHTMt8MCGwwG3